# Whenuakura River
Der Whenuakura River ist ein Fluss im Südwesten der Nordinsel Neuseelands, der nordwestlich von Whanganui in die South Taranaki Bight mündet. Der Name der Māori lässt sich frei als „Fluss des roten Landes“ übersetzen.

## Geographie
Der Fluss entspringt im Westen des 712 m hohen Matemateaonga und fließt in südlicher Richtung durch die gleichnamige Matemateaonga Range. Im Flachland fließt er in südwestlicher Richtung bis zur Mündung in die South Taranaki Bight, eine Bucht der Tasmansee. Der Pātea River mündet nur wenig weiter nordwestlich.

## Infrastruktur
Im Flachland nahe der Mündung bei der Gemeinde Pātea kreuzt der New Zealand State Highway 3 den Fluss, weitere Straßen führen am den Ufern entlang. Innerhalb des gebirgigen Teils führt eine Straße hinauf bis zur Ansiedlung Moeawatea. In den Bereich nahe der Quelle führt die von Eltham kommende Rawhitihoa Road.